# Jatropha hypogyna
Jatropha hypogyna är en törelväxtart som beskrevs av Radcl.-sm. och Mats Thulin. Jatropha hypogyna ingår i släktet Jatropha och familjen törelväxter. Inga underarter finns listade i Catalogue of Life.